# Staatsgalerie Neuburg

Der große Saal der Staatsgalerie Neuburg mit den beiden Altarbildern von Peter Paul Rubens

Die Staatsgalerie Neuburg an der Donau ist eine im April 2005 eröffnete Gemäldegalerie im Westflügel des Residenzschlosses in Neuburg an der Donau, im sogenannten Ottheinrichbau. Sie ist der flämischen Barockmalerei gewidmet und umfasst ca. 160 Gemälde. Als Filialgalerie der Bayerischen Staatsgemäldesammlungen wird sie von deren Generaldirektor geleitet. Das Amt hat seit dem 1. April 2015 Bernhard Maaz inne. Vorgänger waren Klaus Schrenk (1. März 2009 bis 31. Oktober 2014) und Reinhold Baumstark, der erste Leiter der Staatsgalerie Neuburg.
Der Ottheinrichbau, benannt nach Pfalzgraf Ottheinrich, der das Schloss im 16. Jahrhundert im Renaissance-Stil umbauen ließ, wurde vor der Eröffnung des Museums für 23,5 Millionen Euro weitgehend originalgetreu saniert. So führen zum Beispiel noch immer die ursprünglichen Türen und deren Rahmen in die Räume. Nur die grün beleuchteten Glastreppen mit ihren modernen Metallgeländern und ein behindertengerechter moderner Aufzug erzeugen einen Kontrast zu der Renaissance-Innenarchitektur. Bevor der Besucher ins eigentliche Museum gelangt, gelangt er in einige Vorräume, in denen er sich durch wechselnde Sonderausstellungen und eine Informationsstätte über Antwerpen als Kunstzentrum in die flämische Malerei des 17. Jahrhunderts einführen lassen kann. Das eigentliche Museum verfügt über fünf Räume im ersten und einen großen Saal im zweiten Obergeschoss.
Das Zentrum der ständigen Ausstellung bilden zwei Seitenaltarbilder von Peter Paul Rubens im großen Saal. Diese wurden mit dem dazugehörigen Mittelteil im Auftrage von Wolfgang Wilhelm von Pfalz-Neuburg 1619 für die Neuburger Hofkirche geschaffen und zeigen die Anbetung der Hirten und die Ausgießung des heiligen Geistes. Das Mittelteil, Das Große Jüngste Gericht, befindet sich in der Alten Pinakothek in München. Neben den beiden Seitenaltarbildern sind noch acht weitere Gemälde von Rubens und seiner Werkstatt zu sehen.
Dominierend in der Anzahl sind die Werke der Antwerpener Schule, von Malern wie Anthonis van Dyck, Jacob Jordaens, Alexander Keirincx, Joos de Momper, Frans Francken der Jüngere, Frans Snyders, David Teniers der Jüngere, Hendrik van Balen der Ältere, Jan Cossiers, Jan Wildens, Lucas van Uden, Daniel Seghers, Andries van Eertvelt und Bonaventura Peeters. Jan Brueghel der Ältere, Joos van Craesbeeck und Paul de Vos waren nicht in Antwerpen geboren, wie auch Rubens, aber dort tätig und ebenfalls Mitglieder der Antwerpener Lukasgilde. Es sind auch Werke von Brüsseler Malern wie Denis van Alsloot und Gillis van Tilborgh dabei, so wie auch Werke der Lütticher Schule, von Malern wie Gérard Douffet und Bertholet Flémal.

Abbildungen einiger ausgestellter Werke
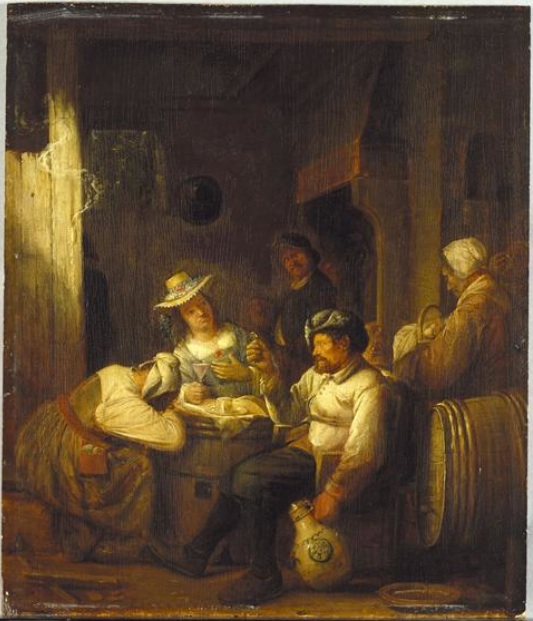
Dorfkneipe von Joos van Craesbeeck
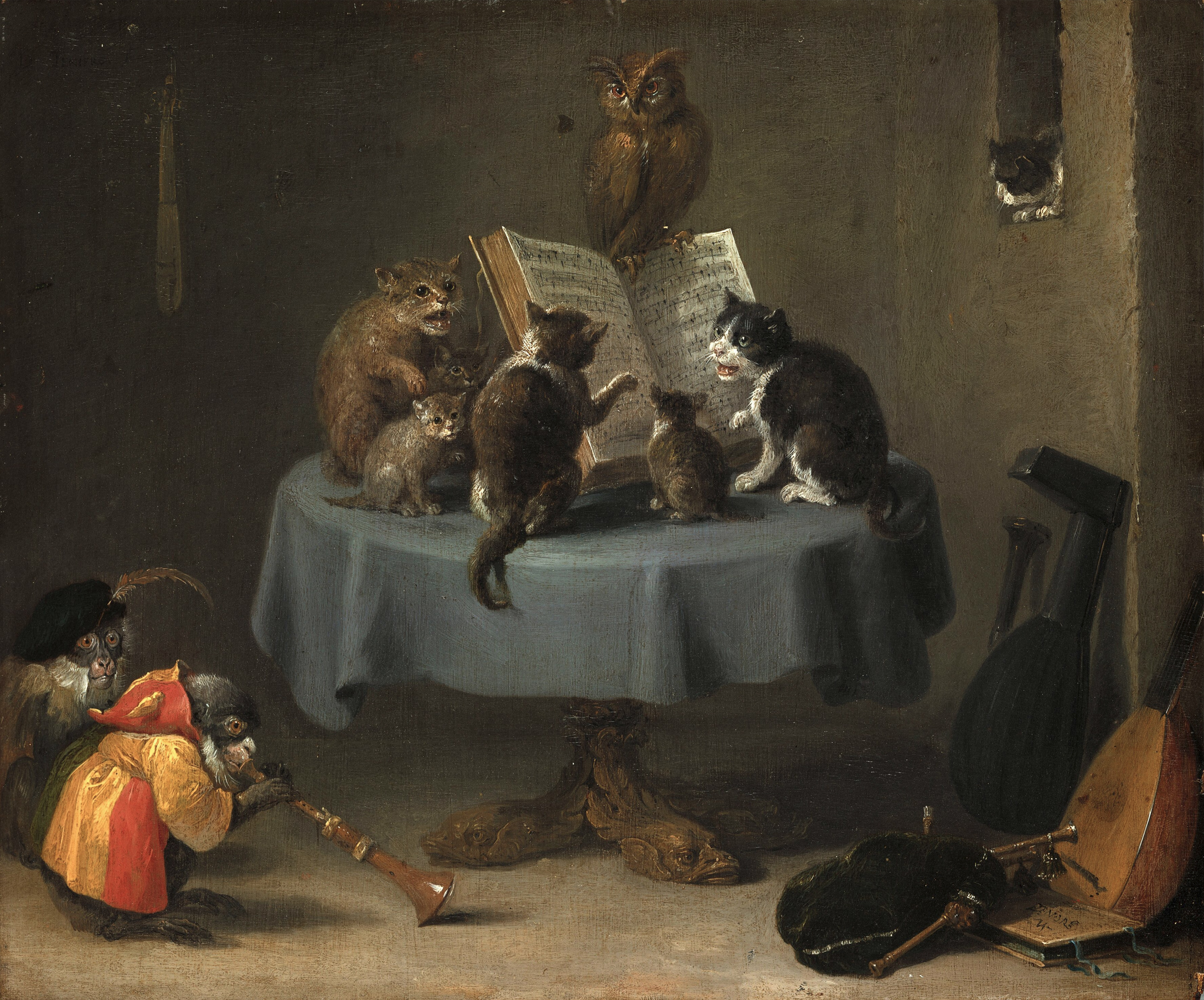
Das Katzenkonzert von David Teniers dem Jüngeren
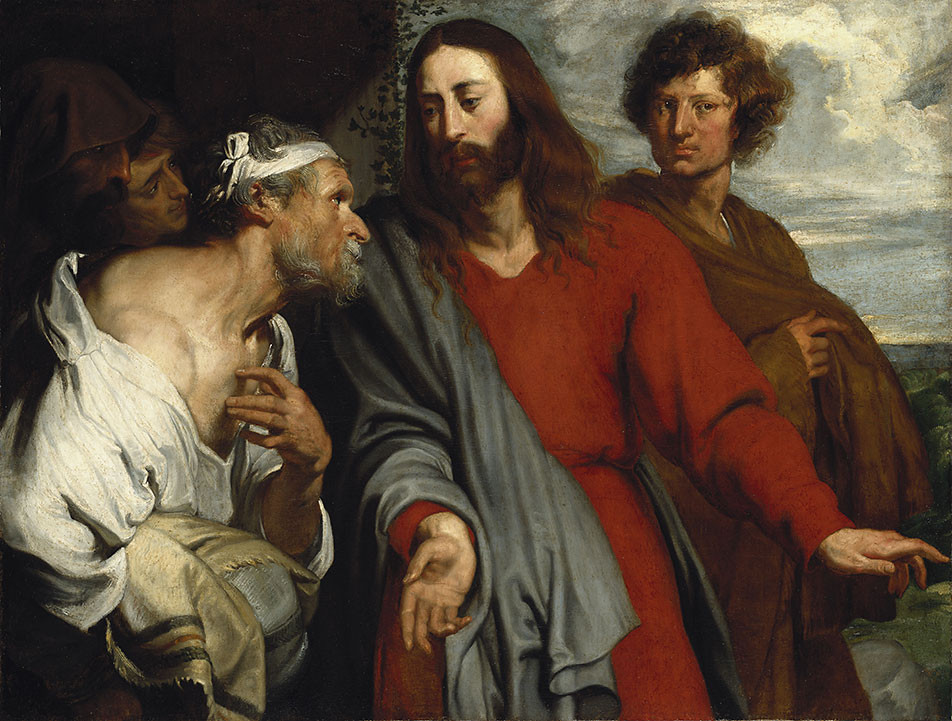
Christus und der Gichtbrüchige von Anthonis van Dyck
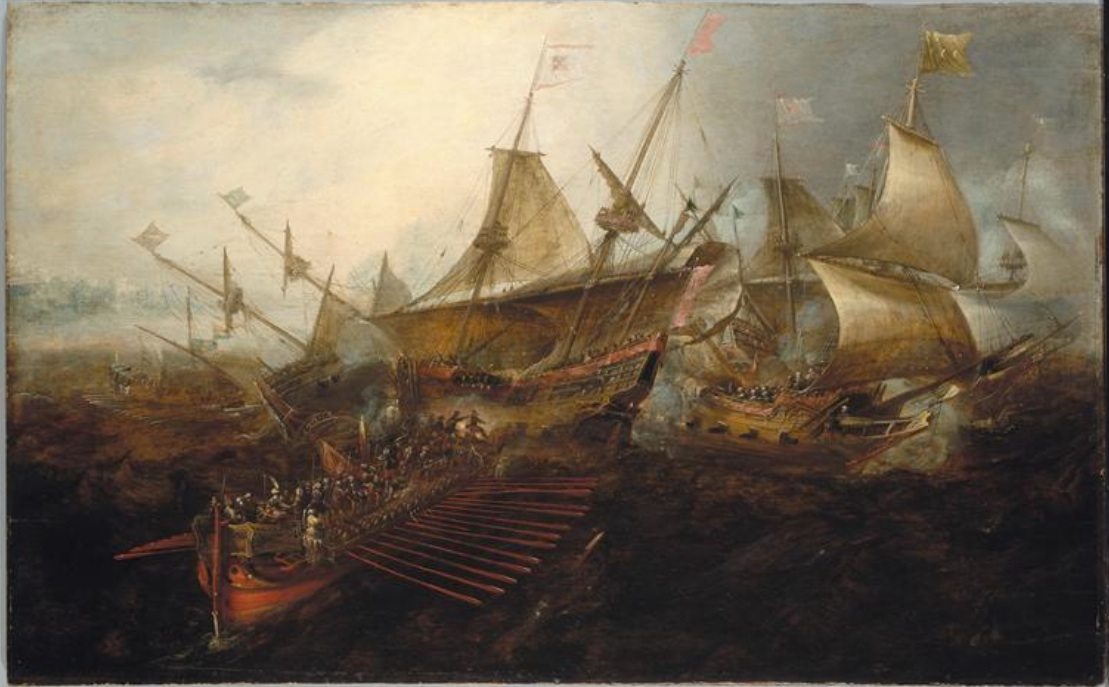
Seeschlacht von Andries van Eertvelt
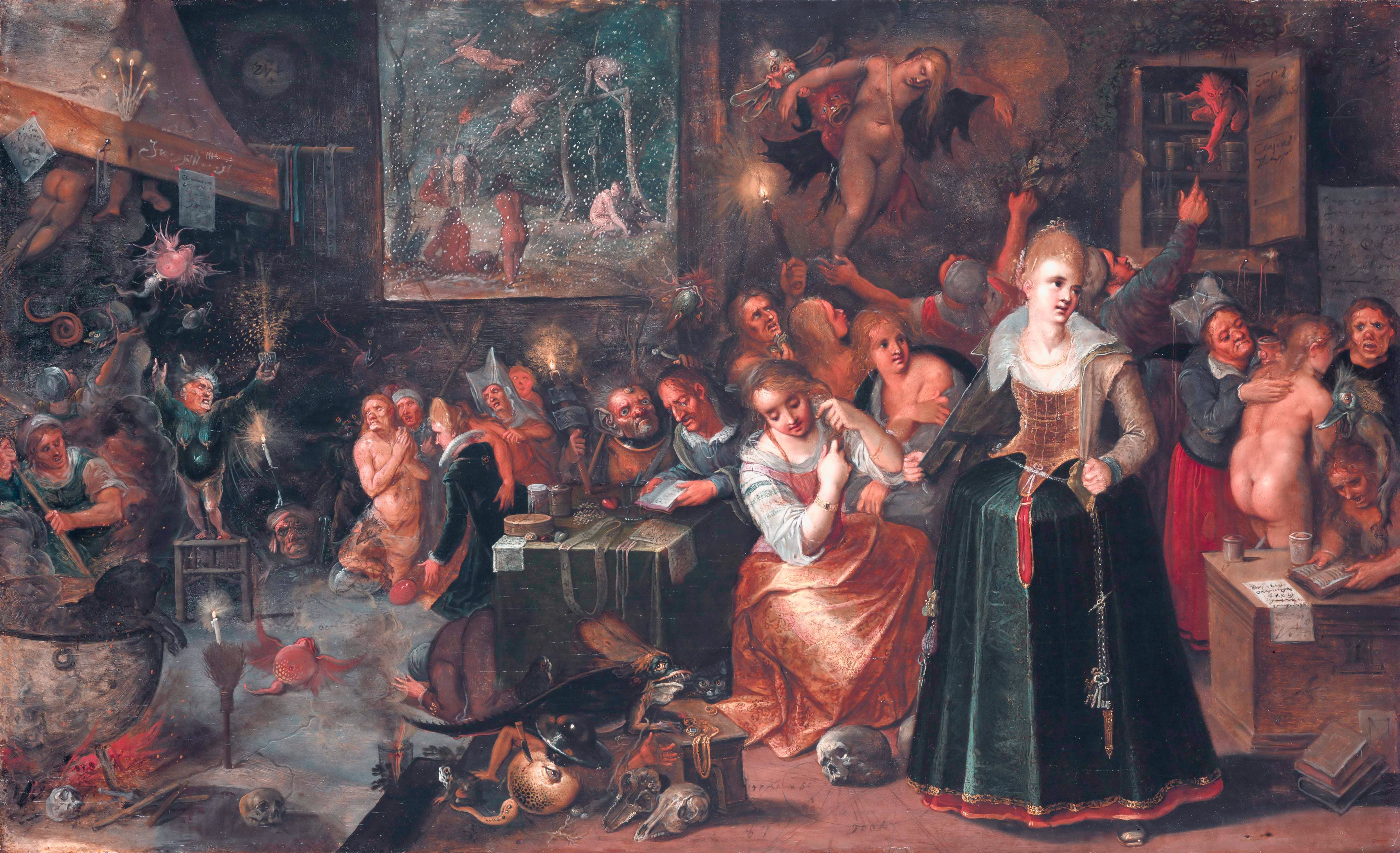
Hexenküche von Frans Francken dem Jüngeren
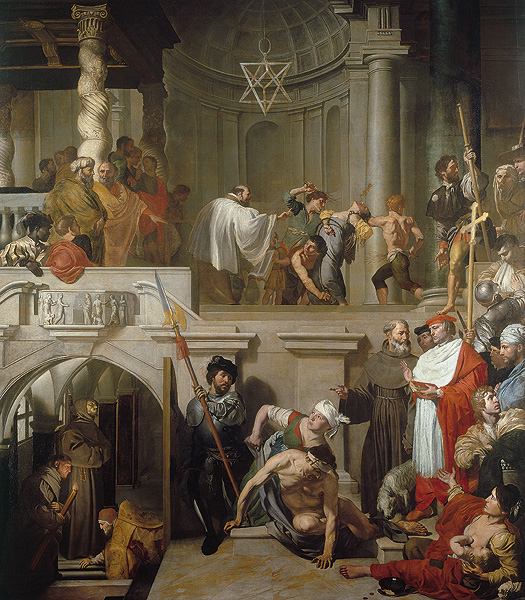
Papst Nicolaus V. besucht das Grab des Heiligen Franz von Assisi von Gérard Douffet